# Автозаправна станція

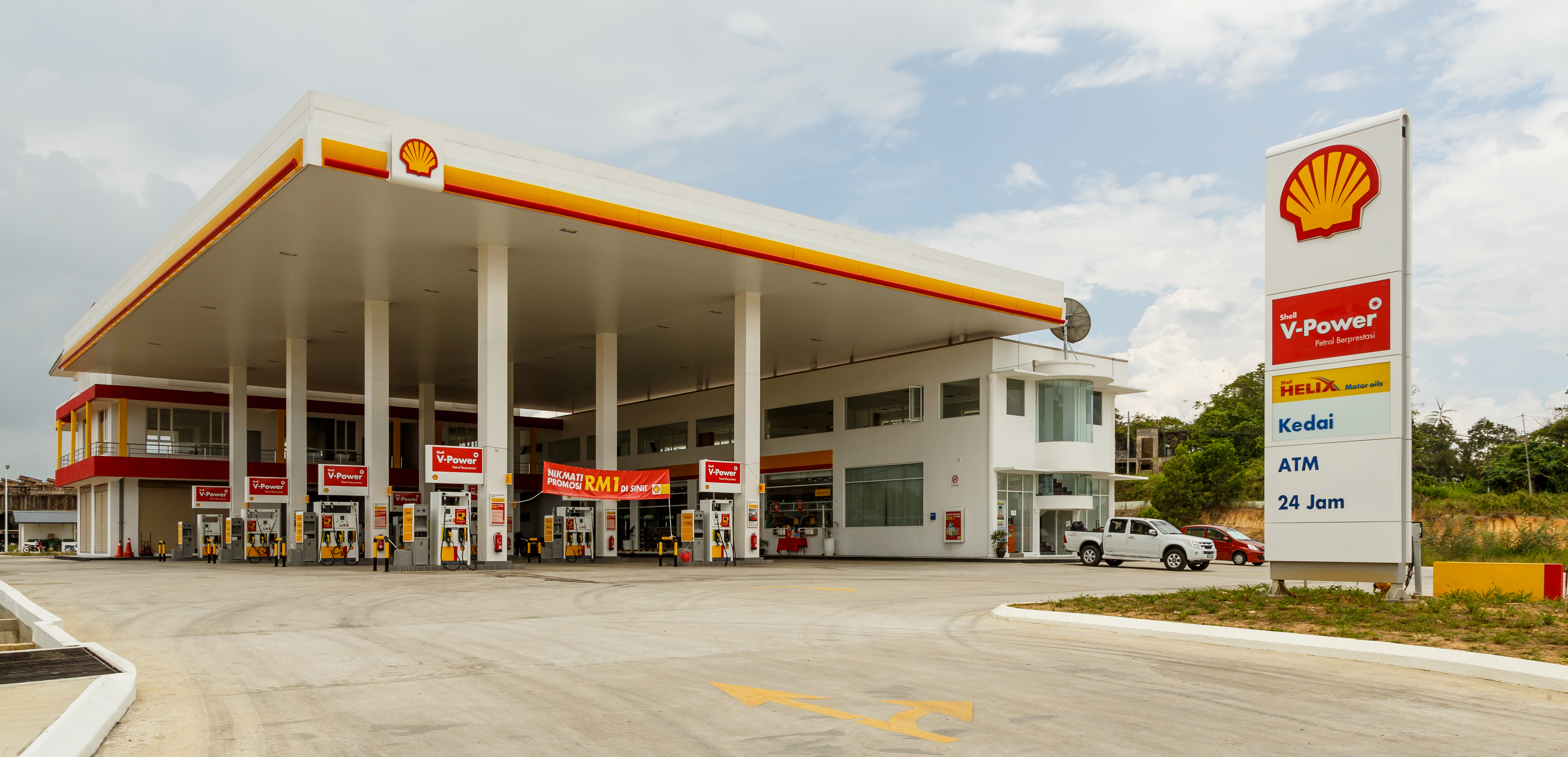
АЗС Shell у Малайзії

Автозаправна станція (АЗС) — різновид об'єкта напівстаціонарної роздрібної торгівлі з продажу пального для автотранспортних засобів з використанням спеціального обладнання, а також супутніх товарів.

## Опис

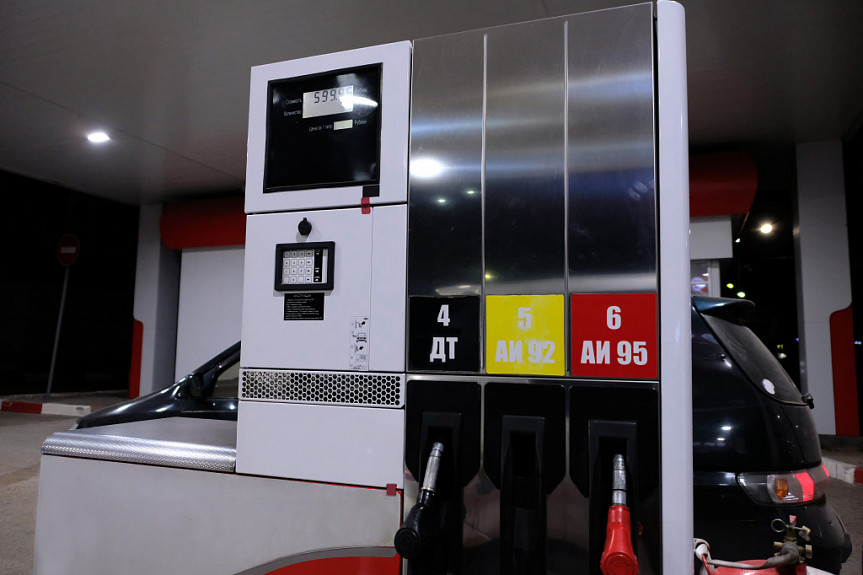
Сучасна колонка автозаправної станції.

На АЗС автомобілі, мотоцикли та інші самохідні машини заправляють пальним, маслом. На деяких автозаправних станціях проводять технічне обслуговування автомобілів. До складу автозаправних станцій входять: службове приміщення; заправні ділянки (острівці) з масло- і пальнороздавальними колонками, водо- і повітрозаправними пристроями; автомийка, детейлінг, ділянки з підземними резервуарами для зберігання масла і палива; компресорне та протипожежне устаткування тощо. Автозаправні станції розміщують переважно в містах та на автомобільних шляхах з інтенсивним рухом транспорту. Сьогодні проекти АЗС реалізуються в трьох основних форматах — станції повного циклу обслуговування (fullservice), експрес-обслуговування (minimumservice) або самообслуговування (self-service).